# STS-84
STS-84 — 84-й старт многоразового транспортного космического корабля в рамках программы Спейс Шаттл и 19-й космический полёт «Атлантиса», из этой серии, начиная с сентября 1985 года, произведен 15 мая 1997 года. В программу полёта входило проведение шестой стыковки шаттла с российской орбитальной станцией «Мир», доставка и возвращение грузов, ротация экипажа станции, выполнение различных экспериментов. Астронавты провели в космосе около 9 дней и благополучно приземлились на аэродроме КЦ Кеннеди 24 мая 1997 года.

## Экипаж
- (НАСА): Чарлз Прекорт (3)[2] — командир;
- (НАСА): Айлин Коллинз (2) — пилот;
- (ЕКА): Жан-Франсуа Клервуа (2) — специалист полёта 1;
- (НАСА): Карлос Норьега (1) — специалист полёта 2;
- (НАСА): Эдвард Лу (1) — специалист полёта 3;
- (ФКА): Елена Кондакова (2) — специалист полёта 4;

Старт:
- (НАСА): Колин Фоул (4) — специалист полёта 5;

Посадка:
- (НАСА): Джерри Линенджер (2) — специалист полёта 5.

## Описание полёта

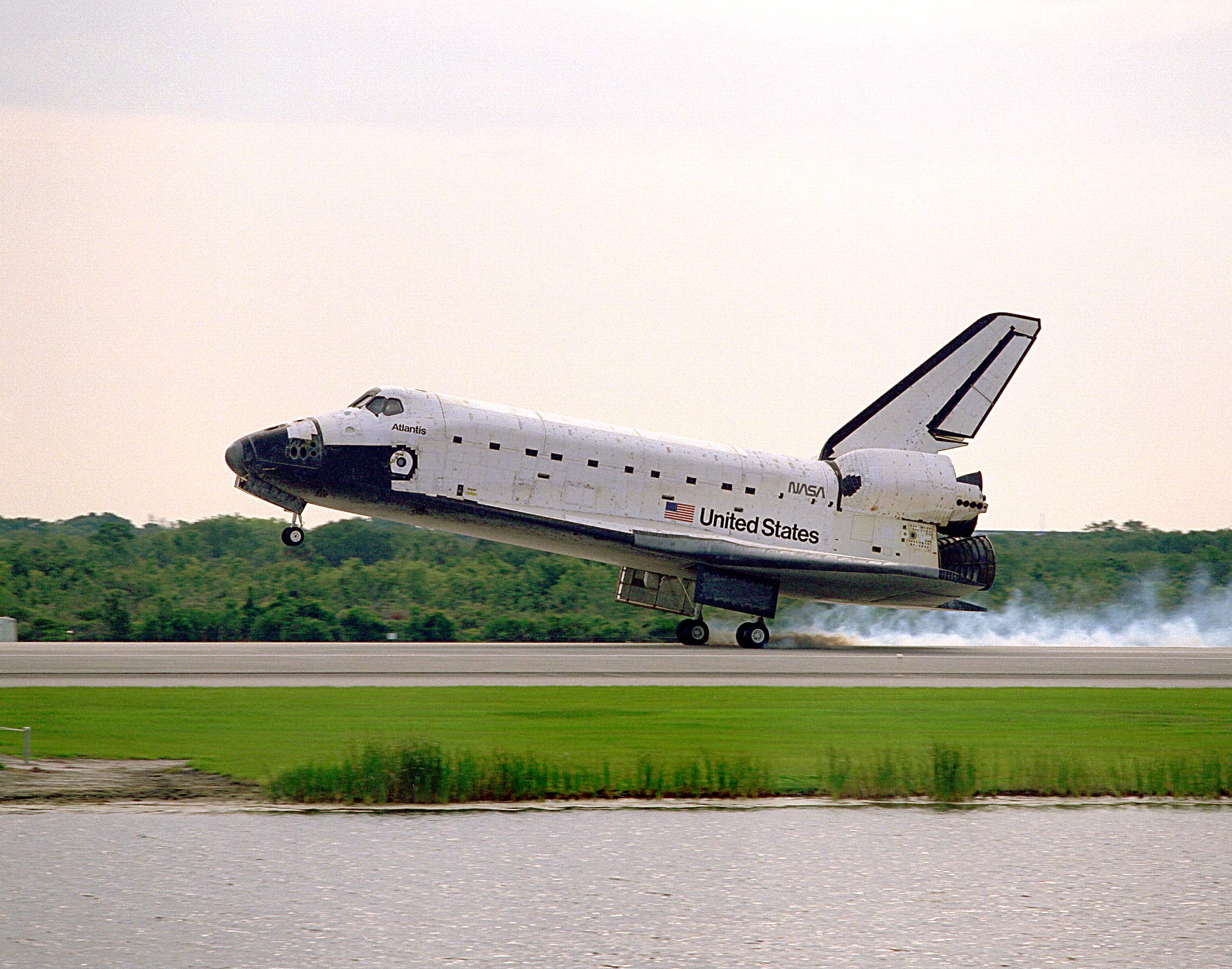
Посадка STS-84

## Параметры полёта
- Перигей: 377 км
- Апогей: 393 км
- Наклонение: 51,7°
- Период обращения: 92,3 мин